# 大月年光
大月 年光（おおつき としみつ、生没年不詳）は、明治時代の浮世絵師。

## 来歴
月岡芳年の門人。東京の人物といわれ、明治10年（1877年）から明治11年（1878年）ころに西南戦争の錦絵を2～3種描いたとされる。作品に明治11年の大判3枚続の錦絵「百花叡覧」が挙げられる。また、月岡芳年翁之碑に芳年社中故門人として年光の名前がみられる。また明治44年（1911年）刊行の『増補古今書画名家一覧』番付に「今故浮世絵各派 東京」の欄に大月年光の名が蜂須賀国明らとともにみられる。